# Seznam slovenskih psihiatrov
Andrej Babnik Seznam slovenskih psihiatrov.

## A
- Mira (Dragomira) Ahlin
- Marija (Brecelj) Anderluh
- Bojana Avguštin Avčin

## B
- Bojan Belec
- Andrej Beličič (Andrew Belicic)
- Dušan Berce
- Sabina Bertoncelj Pustišek
- Alenka Bezget
- Karel Bleiweis
- Marjeta Blinc Pesek
- Darja Boben Bardutzky
- Jurij Bon
- Jana Borštnar
- Marijan Borštnar
- Marija Brecelj Anderluh
- Mojca Brecelj Kobe
- (Leopold Bregant)

## C
- Franc Ciber
- Branislav Cvetko

## Č
- Zdenka Čebašek Travnik
- Saša Čelan Stropnik
- Andreja Čelofiga
- Avgusta Čuk ?
- Željko Ćurić

## D
- Aljoša Danieli
- Jože Darovec
- Diego De Leo
- Mirjana Delić
- Miha Derganc
- Stevo (Štefan) Divjak
- Mojca Zvezdana Dernovšek
- Ljubodrag Djordjević/Đorđević
- Vida Drame Orožim
- Maja Drobnič Radobuljac

## E
- Eržen

## F
- Janez Faganel
- Jože Felc
- Borut Filač
- Meta Flegar
- Pavel Fonda
- Mirjana Furlan

## G
- Viktor Gaberšek
- Franc (Franjo) Gerlovič
- Majda Gorišek (r. Šašek)
- Anica Gorjanc Vitez
- Fran Göstl
- Cveto Gradišar
- Hojka Gregorič Kumperščak
- Urban Groleger
- Jože Grošelj
- Demeter Gruden
- Slavko Grum?

## H
- Bogdan Hladnik
- Franc Hrastar
- Franc Hrastnik
- Miroslav Hribar

## I
- Biserka Ilin

## J
- Jože Jakopič
- Jože Jančar
- Breda Jelen Sobočan
- Petra Jelenko Roth
- Aleksandra Jeličić
- Jože Jensterle?
- Katja Jeras
- Ettore (Hektor) Jogan
- Aldo Jovan

## K
- Miha(el) Kamin
- Janez Kanoni
- Andrej Kastelic (psihiater)
- Jana Knific
- Miloš Kobal
- Marga Kocmur
- Aleš Kogoj
- Petra Koprivnik
- Jure Koprivšek
- Jasna Kordić Lašič
- Blanka Kores Plesničar
- Anica Kos (Mikuš)
- Janko Kostnapfel
- Marijan Košiček
- Matjaž Košorok
- Matej Kravos
- Liljana Kukman
- Miklavž Kušej

## L
- Milan Ličina
- Jože Lokar
- Borislava Lovšin
- Matjaž Lunaček

## M
- Jerneja Maček
- Bogomir Magajna
- Jože Magdič
- Vesna Markič
- Andrej Marušič
- Vanko Matevžič
- Maja Meža Prašnički
- Milan Miklavčič
- Anica Mikuš Kos
- Lev Milčinski
- Mojca Močnik Bučar
- Miran Možina
- Gorazd (Vojteh) Mrevlje (1946-2023)
- Urša Mrevlje Lozar
- Jože Munda (1906-91)
- Mojca Muršec

## N
- Kristjan Nedog
- Brigita Novak Šarotar

## O
- Boris Ogrizek
- Robert Oravecz

## P
- Cvijeta Pahljina
- Milko Pečko
- Damjan Perne
- Biserka Peršič
- Franc Pestotnik
- Miklavž Petelin
- Franc (Frančišek) Peternel (psihiater)
- Jože Pfeifer
- Stanko Pirc
- Marko Pišljar
- Lea Pleiweiss Svetličič
- Anja Plemenitaš
- Ivan Podpečan
- Vlasta Polojaz
- Nataša Potočnik Dajčman
- Hubert Požarnik
- Janko Predan
- Bazilija Pregelj
- Peter Pregelj
- Marijan Pregl
- Nevenka Prevodnik
- Miran Pustoslemšek

## R
- Mirjana Radovanović
- Irena Rahne Otorepec
- Sonja Rajar
- Klemen Rebolj
- Vanja (Franc) Rejec
- Ivan Robida
- Janez Romih
- Janez Rugelj
- Maja Rus Makovec
- Polona Rus Prelog
- Lea Svetlič-Pleiweis ?

## S
- Polona Seme Ciglenečki
- Karin Sernec
- Žiga Sernec
- Marko Skulj
- Zvezdana Snoj
- Breda Sobočan
- Savo Spacal
- Ana Suhodolčan Grabner

## Š
- Nuša Šegrec
- Kristina Šelb
- Alfred Šerko
- Marija Škerlj
- Borut Škodlar
- Darja Škraba Krmelj
- Bernard Špacapan
- Franci Štrus
- Vesna Švab

## T
- Rok Tavčar
- Tea Terzič
- Dubravka Trampuž
- (Jože Trontelj)

## V
- Franc Vajd
- Marija Vegelj Pirc
- (Milivoj Veličković Perat)
- Emil Vengušt
- Metoda Vidmar Vengust
- Vladimir A. Vilhar (Srbija)
- Momčilo Vitorović
- Vid V. Vodušek
- Srečko Vogrin
- Niko F. Vončina
- Marko Vrbnjak
- Josip Vrtovec

## Z
- (Bojan Zalar)
- Jurij Zalokar
- Tomislav Zargaj/Žargaj
- Anamarija Ziherl
- Slavko Ziherl
- Janez Zlokarnik

## Ž
- Dušan Žagar
- Lea Žmuc Veranič
- Tomislav Žargaj/Zargaj (ZDA)
- Miloš Židanik
- Peter Žiža
- Martina Žmuc Tomori
- Ana Marija Žunter Nagy
- Vukoslav Žvan
- Stanko Žvokelj